# Fame (série télévisée)
Pour les articles homonymes, voir Fame.
Fame est une série télévisée américaine en 136 épisodes de 49 minutes, créée par Christopher Gore pour MGM Television et diffusée entre le 7 janvier 1982 et le 18 mai 1987 d'abord sur le réseau NBC (1982-1983), puis en syndication.
En France, la saison 1 a été diffusée du 6 mars 1982 au 19 juin 1982 sur TF1. Les saisons 2 et 3 à partir du 24 décembre 1987, puis dans La Une est à vous du 6 février 1988 au 26 mai 1990 sur TF1. Rediffusion, puis diffusion des saisons 4 à 6 inédites du 20 janvier 1996 au 1er avril 1996 sur Série Club. Puis rediffusion des saisons 1 à 3, du 22 avril 1996 au 4 novembre 1996 et des saisons 4 et 5 (épisode 19), du 27 octobre 1997 au 8 mai 1998; saison 5 (épisode 20) et saison 6 du 13 mars 2000 au 29 juillet 2000 sur France 3. Puis sur France 4, Direct 8, IDF1 et Jimmy. Au Québec, la série a été diffusée à partir du 14 septembre 1985 sur les stations des réseaux TVA, et rediffusée dans les années 2000 sur MusiMax.

## Synopsis
Cette série raconte le quotidien des élèves d'une école new-yorkaise, la School of Performing Arts (École des arts du spectacle). Elle trouve son origine dans le film du même nom (Fame), réalisé par Alan Parker en 1980, et évoque le rêve américain : des jeunes gens, aux origines les plus diverses mais tous talentueux, intègrent cette école afin de devenir danseurs, chanteurs, musiciens, acteurs… On retrouve plusieurs personnages du film : Leroy et Coco, en section danse, Doris et Montgomery, inscrits en comédie,Bruno, le pianiste et deux nouveaux élèves, Danny, un apprenti comique et Julie, une violoncelliste timide.
Le grand succès de la série est certainement dû au fait que chaque épisode est ponctué de numéros musicaux et de chorégraphies.

## Distribution
- Debbie Allen (VF : Annie Sinigalia (saison 1) / Françoise Pavy / Dominique Westberg) : Lydia Grant
- Lee Curreri (VF : Frédéric Pieretti (saison 1) / José Luccioni) (saisons 2-3) : Bruno Martelli
- Erica Gimpel (VF : Maïk Darah) : Coco Hernandez (saisons 1-3)
- Albert Hague (VF : Louis Arbessier (saisons 1-3) / Raoul Delfosse) : Benjamin Shorofsky
- Carlo Imperato  (VF : José Luccioni (saison 1) / Bernard Soufflet / David Kruger) : Danny Amatullo
- Valerie Landsburg (VF : Catherine Lafond (saisons 1-3) / Séverine Morisot) : Doris Schwartz (saisons 1-4)
- Carol Mayo Jenkins (VF : Nelly Vignon) : Elizabeth Sherwood (saisons 1-5)
- Lori Singer (VF : Isabelle Ganz) : Julie Miller (saisons 1-2)
- Gene Anthony Ray (VF : Patrick Poivey saisons 1-3 / Emmanuel Curtil saisons 4-6) : Leroy Johnson
- Ann Nelson : Gertrude Berg (épisodes 66-136, récurrente auparavant)
- P.R. Paul (VF : Gilles Guillot) : Montgomery MacNeil (saison 1)
- Michael Thoma : Greg Crandall (saison 1)
- Carmine Caridi (VF : Serge Lhorca) : Angelo Martelli (saisons 1-2)
- Michael DeLorenzo (en) : Michael (saisons 1-3)
- Bronwyn Thomas : Michelle (saisons 1-4)
- Morgan Stevens (en) (VF : Jérôme Berthoud) : David Reardon (saisons 2-4)
- David Greenlee (en) : Dwight Mendenhall (saisons 2-5)
- Cynthia Gibb (VF : Nadine Delanoë saison 3) : Holly Laird (saisons 3-5)
- Billy Hufsey (en) (VF : Yves-Marie Maurin saison 3) : Christopher Donlon (saisons 3-6)
- Ken Swofford (VF : Jacques Deschamps) : Quentin Morloch (épisodes 40-97)
- Janet Jackson (VF : Sophie Arthuys) : Cleo Hewitt (saison 4)
- Sam Slovick (en) : Cassidy (saison 4)
- Jesse Borrego : Jesse Velasquez (saisons 4-6)
- Nia Peeples : Nicole Chapman (saisons 4-6)
- Dick Miller : Lou Mackie (saisons 4-6)
- Graham Jarvis (VF : Gilles Guillot) : Principal Bob Dyrenforth (épisodes 98-136)
- Page Hannah (en) : Kate Riley (saison 5)
- Carrie Hamilton (VF : Marie-Christine Robert) : Reggie Higgins (saisons 5-6)
- Loretta Chandler (VF : Sophie Arthuys) : Dusty Tyler (saisons 5-6)
- Robert Romanus (en) : Miltie Horowitz (saisons 5-6)
- Eric Pierpoint (en) : Paul Seeger (épisodes 115-136)
- Caryn Ward (en) (VF: Sarah Marot) : Tina Johnson (saisons 5-6)
- Michael Cerveris : Ian Ware (saison 6)
- Olivia Barash : Maxine Sharp (saison 6)
- Elisa Heinsohn (en) : Jillian Beckett (saison 6)
- Denny Dillon : Corky (saison 6)
- Carolyn J. Silas : Laura Mackie (saison 6)

## Épisodes

### Première saison (1982)
1. Métamorphose (Metamorphosis)
2. L'Audition (Passing Grade)
3. Le Faux Frère (Tomorrow's Farewell)
4. Seul dans la foule (Alone in a Crowd)
5. S'élever et ne jamais retomber (To Soar and Never Falter)
6. La Mise au point (The Sell Out)
7. La Grève (The Strike)
8. La Gosse de la rue (Street Kid)
9. Sérieusement, les copains… (But Seriously, Folks)
10. Tous en scène (Come One, Come All)
11. Le Show des profs (The Crazies)
12. L'Élève-professeur (Expose)
13. Rapprochement musical (A Musical Bridge)
14. Le Grand Final (A Big Finish)
15. Retrouvailles (Reunions)
16. Un lieu très spécial (A Special Place)

### Deuxième saison (1982-1983)
1. Et le gagnant est… (And the Winner Is…)
2. Ta chanson (Your Own Song)
3. Sentiments (Feelings)
4. Répétition (Class Act)
5. Les Professeurs (Teachers)
6. Les Débuts (Beginnings)
7. Solo (Solo Song)
8. Les Lauréats (Winners)
9. Paroles (Words)
10. Du sang, de la sueur et… (Blood, Sweat and Circuits)
11. Le Retour (Homecoming)
12. Difficile à suivre (A Tough Act to Follow)
13. Les Relations (Relationships)
14. Les Qualités d'une vedette (Star Quality)
15. Le Soleil à nouveau (Sunshine Again)
16. La Question, c'est l'amour (Love is the Question)
17. La Fin de l'enfance (Childhood's End)
18. Le Jour de l'amitié (Friendship Day)
19. Kansas, c'est fini (Not in Kansas Anymore)
20. Titre français inconnu (The Kids from Fame Live)
21. L'Aide de mes amis (…Help from My Friends)
22. Une fin sur une note élevée (Ending on a High Note)
23. Quelle harmonie (U.N. Week)

### Troisième saison (1983-1984)
1. Les Nouveaux : 1re partie (Gonna Learn How to Fly: Part 1)
2. Les Nouveaux : 2e partie (Gonna Learn How to Fly: Part 2)
3. Un spectateur important (Hail to the Chief)
4. Bonjour Israël (The Kids From Fame in Israel)
5. Un dur combat (Knockout)
6. Une liaison dangereuse (Rules)
7. Conséquences (Consequences)
8. En pleine danse (Break Dance)
9. Secrets (Secrets)
10. Encore plus de musique ("Fame" Looks at Music '83)
11. Apparences (Appearances)
12. Le Blues (Bottle of Blues)
13. La Chanson de Lisa (Lisa's Song)
14. Une façon de gagner (A Way of Winning)
15. Stages (Stages)
16. Question de volonté (Sheer Will)
17. Réalise ton rêve (Catch a Falling Star)
18. Un ami en détresse (A Friend in Need)
19. L'Arrangement (The Deal)
20. Le Retour (Home Again)
21. Les Signes (Signs)
22. L'Héritage (Heritage)
23. La Façade (The Homefront)
24. Question d'égalité (Equals)

### Quatrième saison (1984-1985)
1. L'Été indien (Indian Summer)
2. Tchèque et Mat (Czech and Mate)
3. Combustion spontanée (Spontaneous Combustion)
4. Pas de deux improvisé (I Never Danced For My Father)
5. Rock'n roll : 1re partie (The Heart of Rock 'N' Roll: Part 1)
6. Blizzard (Blizzard)
7. Le Monstre qui dévora Las Vegas (The Monster That Devoured Las Vegas)
8. Le Retour du Docteur Scorpio (The Return of Doctor Scorpio)
9. La Ballade de Ray Claxton (The Ballad of Ray Claxton)
10. Rien de personnel (Nothing Personal)
11. Rivalité (The Rivalry)
12. Le Rêve américain (Dreams)
13. Les Années soixante (Tomorrow's Children)
14. Rock'n roll (The Heart of Rock 'N' Roll)
15. Prenez ma femme, s'il vous plaît (Take My Wife, Please)
16. La Visite des parents (Parent's Week)
17. Danny de Bergerac (Danny De Bergerac)
18. Travail d'équipe (Team Work)
19. Le Retour de Coco (Coco Returns)
20. Faites des vœux (Wishes)
21. Qui a peur du grand méchant loup ? (Who's Afraid of the Big Bad Wolf?)
22. Anorexie (Reflections)
23. Qui suis-je vraiment ? (Who Am I, Really?)
24. L'Honneur perdu (The Ol' Ball Game)
25. L'École est finie (School is Out)

### Cinquième saison (1985-1986)
1. Leroy cherche sa voie (A Place to Belong)
2. Le Clou du spectacle (Leroy and the Kid)
3. Encore du rodéo (Bronco Bob Rides Again)
4. Le Prix à payer (Selling Out)
5. Lumière blanche (White Light)
6. Frères de sang (Savage Streets)
7. Sa majesté Donlon (His Majesty Donlon)
8. Je voudrais être star (Broadway Danny Amatullo)
9. Les Cauchemars de Morloch (Ebenezer Morloch)
10. Le Choix (Choices)
11. La Première Fois (The First Time)
12. La Rivière de la liberté (A River to Cross)
13. Restons bons amis (Such Good Friends)
14. L'Homme aux deux visages (Holmes Sweet Holmes)
15. Ange ou Démon (Double Exposure)
16. L'Héritage (The Inheritance)
17. Le Comique (The Comedian)
18. Le Trac (Stage Fright)
19. Autodéfense (Self-Defense)
20. SOS sur les ondes (W.S.O.A.)
21. Relations (Contacts)
22. Don Quichotte des temps modernes (Tilt At Windmills)
23. Perdant (Losin' It)
24. L'Incident (The Incident)

### Sixième saison (1986-1987)
1. Cent Fois sur le métier (Back to Something New)
2. Dernier Duo (The Last Dance)
3. Le Nouveau Professeur (New Faces)
4. Cas de conscience (Judgement Day)
5. Les Feux de la rampe (All Talking, All Singing, All Dancing)
6. L'Art d'être tonton (Hold That Baby)
7. Hors des sentiers battus (A Different Drummer)
8. M. Wacky et son monde (Mr. Wacky's World)
9. Rêve de Noël (All I Want for Christmas)
10. Une grande dame du rock (Fame and Fortune)
11. Une mort si stupide (Go Softly Into Morning)
12. Les Tigresses de l'amour (Love Kittens Go to High School)
13. Le Vengeur masqué (The Crimson Blade)
14. Le Contrat du siècle (The Big Contract)
15. L'Éternel Retour (Pros and Cons)
16. Un être à part (Best Buddies)
17. Stradi-varié (Stradi-various)
18. Le Grand Chambardement (That Was the Weekend That Was)
19. La Petite Amie de Ian (Ian's Girl)
20. Le Chanteur qui en savait trop (The Lounge Singer Who Knew Too Much)
21. la Reconversion de Rose (Reggie and Rose)
22. Un choix difficile (Of Cabbages and Kings)
23. Alice n'est plus ici (Alice Doesn't Work Here Anymore)
24. L'Ultime Retour (Baby, Remember My Name)

## Commentaires
- Les acteurs de la première saison ont enregistré plusieurs disques sous le nom des "Kids From Fame" (les "jeunes de Fame"). Seul leur premier disque est sorti en CD. Le groupe était composé de Debbie Allen (alias Lydia), Lee Curreri (alias Bruno), Erica Gimpel (alias Coco), Carlo Imperato (alias Danny), Valerie Landsburg (alias Doris), P.R. Paul (alias Montgomery), Gene Anthony Ray (alias Leroy) et Lori Singer (alias Julie).
- Si l’histoire se déroule à New York, Fame a été quasiment entièrement tournée dans les studios MGM de Los Angeles. Chaque saison, toute l’équipe partait à New York pour tourner les extérieurs[11].

### Diffusion française
La première saison fut diffusée en France et aux États-Unis presque simultanément (l'épisode 13 Rapprochement musical a même réussi l'exploit d'être diffusé le 27 mars 1982 sur TF1 soit 5 jours avant sa diffusion américaine sur NBC). Bizarrement, malgré son succès hexagonal, TF1 ne diffusa les deux saisons suivantes que cinq ans plus tard, à partir de Noël 1987 puis dans le cadre de La une est à vous en 1988-89 - présentée par Sylvain Augier puis Bernard Montiel -, ce qui entraîna quelques changements de voix dans le doublage. Les trois dernières saisons furent diffusées en France encore plus tardivement, sur la chaîne câblée Série Club, à la fin des années 90, d'où un changement complet du casting des voix de doublage. Depuis, France 3, Cinétoile en 2001, France 4 dès son premier jour lors du lancement de la TNT le 31 mars 2005, Jimmy et Direct 8 ont rediffusé l'intégralité des épisodes plusieurs fois.

## Récompenses
- Emmy Award 1982 : Meilleure chorégraphie de Debbie Allen pour l'épisode Tous en scène
- Emmy Award 1983 : Meilleure chorégraphie de Debbie Allen pour l'épisode Répétition
- Golden Globe 1983 : Meilleure actrice pour Debbie Allen
- Golden Globe 1984 : Meilleure série comique/musicale